# Bušín
Bušín település Csehországban, Šumperki járásban. Bušín Štíty, Olšany, Horní Studénky, Jakubovice, Janoušov és Ruda nad Moravou településekkel határos. Lakosainak száma 381 fő (2024. január 1.).

## Népesség
A település lakosságának változását az alábbi diagram mutatja:
| Lakosok száma | 919  | 918  | 964  | 576  | 470  | 428  | 398  | 397  | 385  | 381  |
|               | 1869 | 1890 | 1921 | 1950 | 1980 | 2001 | 2017 | 2019 | 2022 | 2024 |